# Böhse Onkelz
A Böhse Onkelz (a név a német "böse Onkels", gonosz nagybácsik kifejezés elírása) német hard-rock együttes. Négy tagja van: Stephan Weidner, Kevin Russell, Peter Schorowsky és Matthias Röhr. 1980-ban alakultak meg Frankfurt am Mainban. A zenekart hazájában többször megvádolták azzal, hogy szélsőséges jobboldali, illetve, hogy a nácik oldalán állnak. Első két nagylemezükön és 1985-ös EP-jükön még oi!-t, ska-t és hardcore punkot játszottak, az 1987-es albumukkal kezdve viszont áttértek a hard rock/heavy metal műfajokra.

## Diszkográfia
- Der Nette Mann (1984)
- Böse Menschen - Böse Lieder (1985)
- Onkelz wie wir... (1987)
- Kneipenterroristen (1988)
- Es ist soweit (1990)
- Wir ham' noch nicht lange genug (1991)
- Heilige Lieder (1992)
- Weiss (1993)
- Schwarz (1993)
- Hier Sind Die Onkelz (1995)
- E.I.N.S. (1996)
- Viva Los Tioz (1998)
- Ein böses Märchen (2000)
- Dopamin (2002)
- Adios (2004)
- Memento (2016)
- Böhse Onkelz (2020)